# Джаба (Дагестан)
Джаба (рос. Джаба) — село Ахтинського району, Дагестану Росії. Входить до складу муніципального утворення Сільрада Село Джаба.
Населення — 667 (2015).

## Населення
За даними перепису населення 2002 року в селі мешкало 513 осіб. У тому числі 232 (45,22 %) чоловіка та 281 (54,78 %) жінка. Населення у 2018 році складає 621 особу.
Переважна більшість мешканців — лезгини (100 % від усіх мешканців). У селі переважає лезгинська мова.